# 大同日报
《大同日报》，创刊于1949年5月5日，为中华人民共和国山西省大同市委机关报。1949年5月1日，大同城内国民党守军向共产党军投降，5月5日军管会接收复兴日报社及森日印刷所、丰岗印刷所，合并成立大同日报社。其后几经停办与复办。2000年9月，大同日报社与大同晚报社合并，组成大同报社。大同日报每日出刊，编辑部在大同市司令部街8号。